# Basilio Pompili

Basilio Pompilj, vor 1908

Kardinalswappen

Basilio Kardinal Pompili (auch Pompilj, * 16. April 1858 in Spoleto, Umbrien, Kirchenstaat; † 5. Mai 1931 in Rom) war ein Kurienkardinal der römisch-katholischen Kirche und amtierte von 1913 bis zu seinem Tod als Kardinalvikar.

## Leben
Basilio Pompili studierte im Päpstlichen Römischen Priesterseminar in Rom die Fächer Philosophie und Katholische Theologie. Er empfing am 5. Dezember 1888 das Sakrament der Priesterweihe und arbeitete anschließend als Gemeindeseelsorger im Bistum Rom. Ab 1891 war er als Auditor für die Konzilskongregation der Kurie tätig. 1896 wurde er Mitarbeiter der Apostolischen Pönitentiarie, 1898 Prälat der Konzilskongregation und 1899 erhielt er die Ernennung zum Apostolischen Protonotar. Am 18. Juli 1904 wurde er Auditor der Römischen Rota und am 31. Januar 1908 berief ihn Papst Pius X. zum Sekretär der Konzilskongregation. Am 27. November 1911 wurde Basilio Pompili als Kardinaldiakon mit der Titeldiakonie Santa Maria in Domnica in das Kardinalskollegium aufgenommen.
Am 7. April 1913 wurde er zum Kardinalvikar und am 5. Mai 1913 zum Titularerzbischof von Philippi und Weihbischof in Rom ernannt. Die Bischofsweihe spendete ihm am 11. Mai desselben Jahres der Kardinalbischof von Albano, Antonio Agliardi; Mitkonsekratoren waren Donato Raffaele Sbarretti, Sekretär der Kongregation für die Ordensleute, und Americo Bevilacqua, Bischof von Alatri. Basilio Pompili nahm sowohl 1914 als auch 1922 am Konklave teil. Am 28. Oktober 1914 wurde er Erzpriester der Lateranbasilika, im März 1917 Kardinalbischof von Velletri. Von 1919 bis 1920 war er Kämmerer des Heiligen Kardinalskollegiums und seit 1925 Präsident der Päpstlichen Kommission für Sakrale Archäologie. Als päpstlicher Legat vertrat er den Papst mehrfach bei Feierlichkeiten.
Am 9. Juli 1930 wurde er Subdekan des Kardinalskollegiums. Basilio Pompili starb am 5. Mai 1931 in Rom und wurde auf dem dortigen Friedhof Campo Verano bestattet. 1933 wurden seine Gebeine in die Kathedrale von Spoleto überführt.